# ニコラ (アルバム)
『ニコラ』（Nicola）は、イギリスのフォーク・ミュージシャン、バート・ヤンシュが1967年に発表した、ソロ名義では4作目のスタジオ・アルバム。

## 解説
12曲中5曲でオーケストレーションが導入され、また、ヤンシュのアルバムとしては初めてエレクトリック・ギターが使用された。リマスターCDボーナス・トラック「イン・ディス・ゲーム」と「ディスサティスファイド・ブルース」は、いずれも1972年のコンピレーション・アルバム『Box of Love (The Bert Jansch Sampler Vol. II)』に収録されるまで未発表だった。
Richie Unterbergerはオールミュージックにおいて5点満点中3点を付け「恐らく、フォーク評論家からもアーティスト本人からも軽んじられてきたアルバム」「オーケストレーションの導入された曲は悪くないし、残りの曲に関しては、彼が1960年代に残した他の作品と同等の独自性および高水準を保っている」と評している。

## 収録曲
特記なき楽曲はバート・ヤンシュ作。
1. ゴー・ユア・ウェイ・マイ・ラヴ - "Go Your Way My Love" (Bert Jansch, Anne Briggs) - 4:22
2. ウォー・イズ・ラヴ、マイ・ディア - "Woe Is Love My Dear" - 2:20
3. ニコラ - "Nicola" - 2:51
4. カム・バック・ベイビー - "Come Back Baby" (Walter Davis) - 3:00
5. ア・リトル・スウィート・サンシャイン - "A Little Sweet Sunshine" - 2:18
6. ラヴ・イズ・ティージング - "Love Is Teasing" (Traditional) - 2:07
7. ラビット・ラン - "Rabbit Run" - 2:42
8. ライフ・ディペンズ・オン・ラヴ - "Life Depends on Love" - 1:48
9. ウィーピング・ウィロー・ブルース - "Weeping Willow Blues" (Traditional) - 3:44
10. ボックス・オブ・ラヴ - "Box of Love" - 2:03
11. ウィッシュ・マイ・ベイビー・ワズ・ヒア - "Wish My Baby Was Here" - 1:42
12. イフ・ザ・ワールド・イズント・ゼア - "If the World Isn't There" - 3:10

### リマスターCDボーナス・トラック
1. イン・ディス・ゲーム - "In This Game" - 4:10
2. ディスサティスファイド・ブルース - "Dissatisfied Blues" (Traditional) - 2:50

## 参加ミュージシャン
- バート・ヤンシュ - ボーカル、アコースティック・ギター、エレクトリック・ギター、12弦ギター
- デヴィッド・パーマー - アレンジ